# Aliaksandr Martinóvitx
Aliaksandr Martinóvitx   (Minsk, 26 d'agost de 1987) és un futbolista belarús de la dècada de 2010. Fou internacional amb la selecció de Belarús. Pel que fa a clubs, defensà els colors de Dinamo Minsk i FC Krasnodar.